# Wisques
Wisques település Franciaországban, Pas-de-Calais megyében. Lakosainak száma 223 fő (2022. január 1.). Wisques Esquerdes, Hallines, Leulinghem, Longuenesse, Setques, Wizernes és Saint-Martin-lez-Tatinghem községekkel határos.

## Népesség
A település népessége az elmúlt években az alábbi módon változott:
| Lakosok száma | 234  | 230  | 226  | 223  | 220  | 224  | 225  | 223  |
|               | 2013 | 2015 | 2017 | 2018 | 2019 | 2020 | 2021 | 2022 |